# Lelekwinskaja (przystanek kolejowy)
Lelekwinskaja (ros. Лелеквинская, остановочный пункт Лелеквинская) – przystanek kolejowy w zachodniej Rosji, w osiedlu wiejskim Czistikowskoje rejonu rudniańskiego w obwodzie smoleńskim.

## Geografia
Przystanek położony jest 0,1 km od dieriewni Lelekwinskaja, 3,5 km od drogi federalnej R120 (Orzeł – Briańsk – Smoleńsk – Witebsk), 6,5 km od drogi magistralnej M1 «Białoruś», 30 km od centrum administracyjnego rejonu (Rudnia), 34 km od Smoleńska.
Leży na linii Smoleńsk – Witebsk. Na tym odcinku jest to linia jednotorowa.

## Rozkład jazdy
Codziennie kursują pociągi podmiejskie: raz dziennie Gołynki – Smoleńsk/Smoleńsk – Gołynki, 2 razy – Smoleńsk – Rudnia/Rudnia – Smoleńsk.